# Géologie de la Suède

Carte géologique de la Suède

La Suède a une géologie atypique en Europe, étant dominée par les roches magmatiques et métamorphiques de son socle, avec relativement peu de terrains sédimentaires. Cette caractéristique implique entre autres que la géomorphologie est fortement marquée par les structures tectoniques telles que les failles, ainsi que les fractures des roches (diaclases).

## Unités géologiques
La Suède peut être divisée en trois grandes régions en termes de couverture rocheuse (Roche-mère) : le bouclier baltique, les calédonides et les terrains sédimentaires en dehors des calédonides.

### Le bouclier baltique
La principale région du pays est une région de socle appartenant au bouclier baltique (aussi appelé bouclier fennoscandien). Ce bouclier est formé principalement de roches magmatiques issues de plusieurs orogenèses précambriennes (c'est-à-dire datant d'il y a plus de 570 Ma). Dans son ensemble, le socle suédois est constitué pour deux tiers de granites ou de roches similaires, souvent métamorphisé en gneiss.

#### Province archéenne
Les roches les plus anciennes de Suède, datées d'entre 2,5 et 3 milliards d'années, sont incluses dans la province dite archéenne. Cette province archéenne est surtout située en Finlande et Russie, et ne comprend que l'extrémité nord de la Suède. Dans cette section suédoise, on trouve principalement les gneiss du complexe de Råstojaure. Il s'agit de gneiss d'origine granitique et dioritique, souvent sous forme de migmatites (c'est-à-dire comprenant des sections ayant subi une fusion partielle après la formation de la roche initiale) et daté d'environ 2,8 à 2,7 Ga. On trouve aussi plus localement des gneiss sédimentaires et des amphibolites. On trouve plusieurs intrusions de roches plus récentes (similaires à celles du domaine svécofennien décrit ci-dessous) dans les roches archéennes. Plus ponctuellement, on trouve d'autres complexes, tels que celui de Parkajoki ou de Kukkola, eux aussi composés de gneiss de cette même période. Plusieurs complexes de roches archéennes forment des sortes d'îlots isolés dans le domaine svécofennien : les roches archéennes s'étendent vraisemblablement sur une courte distance sous les roches svécofenniennes.

#### Province karélienne
À proximité de la province archéenne se trouve la province karélienne, qui est parfois incluse avec la province svécofennienne dans un ensemble appelé province svécokarélienne. Il s'agit essentiellement de roches paléoprotérozoïques (plus précisément entre 2,5 et 2 Ga) de type sédimentaires et volcaniques. En Suède, cette province est traditionnellement divisée par ordre chronologique en trois groupes majeurs : le groupe lapponien, le groupe jatulien et le groupe kalévien, même si des études plus récentes indiquent de forts recoupements. Le groupe lapponien consiste en grande majorité de roches volcaniques basique (typiquement du basalte) d'âge supérieur à 2,3 Ga. Le degré de métamorphisme est assez faible (faciès schiste vert à amphibolite). Ces roches volcaniques sont localement riches en minerai de fer. Elles reposent parfois sur des roches d'origine sédimentaire, telles que les quartzites de Tjärro, formé de grès métamorphisés situés juste au-dessus des roches archéennes. Ces diverses roches lapponiennes sont entrecoupées de plusieurs dykes de diabase à albite d'âge variant entre 2 200 et 1 870 Ma. Les roches jatuliennes sont dominées par les roches métasédimentaires, en particulier des quartzites, mais aussi des arkoses, dolomites et schistes. Localement, on trouve aussi des roches volcaniques, en particulier sous forme de pillow lava ou tuf volcanique. Finalement les roches kaléviennes constituent la partie supérieure de la série stratigraphique des dépôts karéliens, et comprennent essentiellement des grauwacke et schistes datant de 2 à 1,9 Ga. La distinction avec les roches svécofenniennes est souvent difficile, et le groupe kalévien est interprété comme une transition avec le svécofennien.

#### Province svécofennienne
Plus au sud s'étend le vaste domaine svécofennien, couvrant une grande partie de l'Est suédois, et lié à l'orogenèse des Svécofennides qui culmina entre 1 880 et 1 870 Ma. Il s'agit là encore de roches volcaniques et sédimentaires métamorphisées diverses, et incluent les grands ensembles métallifères du pays (Bergslagen et Malmfälten).

#### Province ignée transcandinave
À l'ouest du domaine svécofennien se trouve la province ignée transcandinave, principalement visible dans la moitié sud du pays, mais apparaissant aussi localement dans des fenêtres des calédonides. Cette région est dominée par des granites et porphyres, avec quelques occurrences de gabbros et diorites. L'âge est un peu plus récent que le domaine svécofennien, principalement de 1 850 à 1 800 Ma pour les porphyres et 1 800 à 1 700 Ma pour les granites, mais localement, porphyres et granites peuvent être plus récents.

#### Province du Sud-Ouest Scandinave
À l'ouest de la province transcandinave, couvrant donc l'essentiel de la côte ouest suédoise et s'étendant jusqu'en Norvège se trouve la province svéconorvégienne, parfois aussi appelé province des gneiss du Sud-Ouest Scandinave, le gneiss (surtout orthogneiss) étant la roche principale. Ces gneiss ont été formés par métamorphisme très prononcé en raison de l'orogenèse svéconorvégienne, datant de 1 200 à 900 Ma et certaines roches ont même été partiellement fondues, générant des migmatites. La frontière entre avec la province transcandinave est relativement continue, les roches de la portion orientale du domaine svéconorvégien ayant la même origine que celles de la province transcandinave mais ayant subi le métamorphisme lié à l'orogenèse.

#### Province de Blekinge
Enfin, le dernier domaine du bouclier baltique en Suède est la région de Blekinge, comprenant en particulier des gneiss et granites datant d'entre 1 400 et 1 300 Ma.

### Les calédonides
La seconde grande région géologique est le domaine des calédonides, correspondant approximativement aux Alpes scandinaves. Les calédonides désignent une chaîne de montagne formée il y a entre 510 et 400 Ma lors de la collision entre le continent Baltica (Scandinavie actuelle) et Laurentia (actuelle Amérique du Nord). Cette chaîne de montagne a été depuis érodée, mais les roches témoignent aujourd'hui encore de la formation de la chaîne. En particulier, cette région est constituée de nappes qui ont été déplacées et se sont superposées lors de la collision : l'allochtone inférieur, moyen, supérieur et sommital. L'allochtone inférieur et moyen sont composés de roches peu métamorphisées issues de la marge du continent Baltica. Le premier est dominé par des grès, quartzites, grauwackes, calcaires et schistes datant de la fin du précambrien au silurien tandis que le second est surtout composée de roches magmatiques métamorphisées, bien qu'on y trouve aussi quelques roches d'origine sédimentaires.  L'allochtone supérieur est divisé entre les nappes de Seve, issu de la transition entre la marge de Baltica et la lithosphère océanique de l'océan Iapétus et les nappes de Köli, composés essentiellement des sédiments de cet océan. La nappe de Seve comprend en particulier des amphibolites et éclogites, tandis que celle de Köli est dominée par phyllites, schistes et marbres. La nappe sommitale est surtout présente en Norvège et provient de la marge du continent Laurentia.

### Terrains sédimentaires en dehors des calédonides
La dernière grande région comprend plusieurs régions sédimentaires, recouvrant une proportion assez limitée du territoire national en comparaison avec le reste de l'Europe (environ 20% au total du pays). Il s'agit surtout de sédiments de l'éon phanérozoïque, bien qu'on trouve quelques régions avec des sédiments précambriens, tels qu'en Dalécarlie où affleure une épaisse couche de grès du Jotnien et dans la dépression du Vättern avec le groupe dit de Visingsö datant de 850 à 750 Ma. Parmi les sédiments du phanérozoïque, un premier groupe est constitué des sédiments paléozoïques, qui sont isolés les uns des autres tels qu'autour du lac Storsjön, dans l'anneau du Siljan, dans la plaine de Närke et de l'Östergötland, dans les Västgötabergen et en Scanie, mais qui forment un ensemble vaste et cohérent dans la mer Baltique avec en particulier l'île d'Öland et Gotland. Ces sédiments couvraient initialement une grande partie de la Suède, mais ils ont été érodées et préservées seulement dans les dépressions du paysage, souvent dans des grabens, ou ont été protégées par une couverture de diabase dans le cas des Västgötabergen. La séquence commence avec des sédiments du cambrien, dont la partie supérieure est riche en fossiles, en particulier des trilobites, et les roches comprennent en particulier des schistes alunifères (bitumeux). À cette couche se superpose des sédiments de l'ordovicien et du silurien, en particulier du calcaire et des schistes avec des fossiles de graptolites : la Scandinavie était alors couverte d'une mer peu profonde en climat tropical.  Les sédiments en Scanie diffèrent des autres par la dominance des schistes, qui au silurien se sont déposés dans une mer plus profonde où s'accumulent les sédiments érodés à la chaîne calédonide. On ne trouve en Suède aucun sédiment du dévonien au permien. La séquence sédimentaire reprend au mésozoïque, mais uniquement en Scanie, Halland et Blekinge, qui sont en continuité avec les dépôts sédimentaires de la grande plaine européenne.

## Histoire géologique

### Précambrien
Le bouclier baltique s'est développé grâce à la formation de nouvelles roches essentiellement de l'actuel nord-est au sud-ouest. Il est généralement accepté que cette formation de lithosphère continentale est associée à divers épisodes de volcanisme lié à une zone de subduction. Cette subduction donne parfois lieu à la formation d'un arc volcanique qui va ensuite s'ajouter à la croûte continentale par collision.
Les plus anciennes roches du bouclier baltique datent de l'archéen, plus précisément d'il y a plus de 3 milliards d'années. Elles sont associées à l'orogenèse saamienne, datée entre 3,1 et 2,9 Ga. Peu d'informations sont disponibles sur cette orogenèse, mais l'hypothèse principale est la formation dans un premier temps d'une croûte tholéiitique par fusion du manteau terrestre, qui fut dans un deuxième temps recyclé en tonalite- trondhjémite-granodiorite durant un évènement similaire à une subduction. Le deuxième évènement majeur de l'archéen est l'orogenèse lopienne (entre 2,9 et 2,6 Ga), qui a formé l'essentiel des roches de cet éon. Là encore, cet évènement semble associé à une subduction, avec un arc volcanique.
La croûte archéenne se stabilise alors, formant un craton. Cependant, un rift se forme aux environs de 2,5 Ga, avec des failles orientées principalement vers le nord-ouest, résultant en d'importantes productions volcaniques, en particulier près de l'actuelle marge occidentale des terrains archéens. Il s'agit principalement d'éruptions subaériennes ou en eaux peu profondes. Entre 2,4 et 2,1 Ga, une transgression marine a lieu en direction de l'est, ce qui se traduit par l'accumulation de sédiments qui deviendront principalement des quartzites, en parallèle avec la continuation du volcanisme.